# العلاقات الكيريباتية الليتوانية
العلاقات الكيريباتية الليتوانية هي العلاقات الثنائية التي تجمع بين كيريباتي وليتوانيا.

## مقارنة بين البلدين
هذه مقارنة عامة ومرجعية للدولتين:
| وجه المقارنة                                              | كيريباتي                        | ليتوانيا                                                    |
| --------------------------------------------------------- | ------------------------------- | ----------------------------------------------------------- |
| المساحة (كم2)                                             | 811                             | 65.30 ألف                                                   |
| عدد السكان (نسمة)                                         | 116.40 ألف                      | 2.79 مليون                                                  |
| الكثافة السكانية (ن./كم²)                                 | 14.35 ألف                       | 42.73                                                       |
| العاصمة                                                   | جنوب تاراوا                     | فيلنيوس، كاوناس                                             |
| اللغة الرسمية                                             | لغة إنجليزية، اللغة الكيريباتية | اللغة الليتوانية                                            |
| العملة                                                    | دولار كريباتي، دولار أسترالي    | ليتاس ليتواني، يورو                                         |
| الناتج المحلي الإجمالي (بليون دولار)                      | 196.15 مليون                    | 47.17 مليار                                                 |
| الناتج المحلي الإجمالي (تعادل القوة الشرائية) بليون دولار | 224.26 مليون                    | 84.06 مليار                                                 |
| الناتج المحلي الإجمالي الاسمي للفرد دولار أمريكي          | 1.42 ألف                        | 14.15 ألف                                                   |
| الناتج المحلي الإجمالي للفرد دولار أمريكي                 | 1.81 ألف                        | 27.69 ألف                                                   |
| مؤشر التنمية البشرية                                      | 0.590                           | 0.839                                                       |
| رمز المكالمات الدولي                                      | +686                            | +370                                                        |
| رمز الإنترنت                                              | .ki                             | .lt                                                         |
| المنطقة الزمنية                                           |                                 | ت ع م+02:00، ت ع م+03:00، أوروبا/فيلنيوس ‏، توقيت شرق أوروبا |

## منظمات دولية مشتركة
يشترك البلدان في عضوية مجموعة من المنظمات الدولية، منها:
| علم المنظمة | اسم المنظمة                   | تاريخ انضمام كيريباتي | تاريخ انضمام ليتوانيا |
| ----------- | ----------------------------- | --------------------- | --------------------- |
|             | منظمة حظر الأسلحة الكيميائية  | ?                     | ?                     |
|             | البنك الدولي للإنشاء والتعمير | 29 سبتمبر 1986        | 6 يوليو 1992          |
|             | الأمم المتحدة                 | 14 سبتمبر 1999        | 17 سبتمبر 1991        |
|             | يونسكو                        | 24 أكتوبر 1989        | 7 أكتوبر 1991         |
|             | مؤسسة التنمية الدولية         | 2 أكتوبر 1986         | 23 سبتمبر 2011        |
|             | مؤسسة التمويل الدولية         | 2 أكتوبر 1986         | 15 يناير 1993         |
|             | الاتحاد البريدي العالمي       | ?                     | ?                     |
|             | الاتحاد الدولي للاتصالات      | 3 نوفمبر 1986         | 1 يوليو 1923          |

## وصلات خارجية
- موقع وزارة الخارجية الليتوانية